# Hello Africa
Hello Africa var en svensk TV-serie från 2007 där Roomservice-programledarna Johnnie Krigström och Mattias Särnholm åkte ner till Etiopien i Afrika för att bygga ett barnhem. Programmet sändes på Kanal 5.

### Fotnoter
1. ↑  Svensk mediedatabas, läs online, läst: 28 augusti 2019.[källa från Wikidata]